# Lopera
Lopera là một đô thị trong tỉnh Jaén, Tây Ban Nha. Theo điều tra dân số 2005 (INE), đô thị này có dân số là 3976 người.
37°56′B 4°12′T / 37,933°B 4,2°T